# Louro (Vila Nova de Famalicão)
Louro é uma freguesia portuguesa do município de Vila Nova de Famalicão, com 5,18 km² de área e 2212 habitantes (censo de 2021). A sua densidade populacional é 427 hab./km².

## História
A freguesia de Louro deve o seu nome à planta vegetal com o mesmo nome que predominava no bosque de "Laurus Nobilis"  (Loureiro), que em tempos existiu junto ao rio Este, onde os “Carreteiros”, homens que faziam carretos de todos os géneros produzidos pela agricultura, ou outras mercadorias, e os transportavam do Alto Minho para a cidade do Porto e outros locais.
Naquele local, que deu lugar e nome à freguesia, eram trocadas as juntas de bois ou as parelhas de cavalos por outras que se encontravam naquele local e que continuavam a fazer a viagem de transporte das mercadorias.
Os seus primórdios históricos remontam ao século XIII. Data de 1220 o primeiro documento que cita esta freguesia, nas inquirições de D. Afonso II, que denominam "Santa Lugricia". No entanto, supõe-se que o povoamento de Louro terá ocorrido já no século X ou numa época próxima.
É atravessada pelo rio Este, que nasce no Carvalho de Este em Braga e desagua no Rio Ave, na freguesia de Touguinhó, concelho de Vila do Conde.
A nível religioso, veneram-se, o Santo Ovídio, São Pedro Gonçalves Telmo e Senhor dos Passos, numa Capela construída em 1648, situada no Monte de São Barnabé, mais conhecida por Santo do Monte. Dentro da Capela pode-se observar um altar em talha dourada, com a data de construção da mesma. Do alto do Monte a vista é privilegiada, pois pode desfrutar-se de uma vista panorâmica da freguesia. Reza a história que os romeiros levavam como ofertas telhas e que, para a promessa ser efectivamente cumprida, as mesmas tinham de ser furtadas.

## Demografia
A população registada nos censos foi:
| Ano  | 0-14 Anos | 15-24 Anos | 25-64 Anos | > 65 Anos |
| 2001 | 452       | 424        | 1307       | 281       |
| 2011 | 314       | 287        | 1340       | 309       |
| 2021 | 265       | 220        | 1222       | 505       |

## Património
- Igreja Matriz do Louro.

## Equipamentos
- Casa do Povo, inaugurada em 1969.